# Anthony Robbins
Anthony Robbins [entoni robins], predavatelj, avtor in motivator, * 29. februar 1960, Glendora, Kalifornija, ZDA.

## Delo
Teme njegovih del in predavanj so osebna rast, zdravje, premagovanje strahov, izboljševanje odnosov in osebnih financ. Poleg knjig je izdal tudi številne avdio knjige in video posnetke.
Znanje si je pridobival skozi preučevanje številnih drugih avtorjev in psihologov. Uporablja veliko metod s področja nevrolingvističnega programiranja (NLP), na osnovi katerega je razvil sistem nevro-asociativnega pogojevanja (NAC).

### Knjige v slovenščini
- Sporočilo prijatelja. Tuma in ICM. Ljubljana, 1997. (COBISS)
- Koraki velikana. Tuma. Ljubljana, 1999. (COBISS)
- Prebudite velikana v sebi. Lisac & Lisac. Ljubljana, 2000. (COBISS)

### Podjetja
ARC (Anthony Robbins Companies) je združenje podjetij:
- Robbins Research International, Inc.
- Tony Robbins Productions, Inc.
- Anthony Robbins Holdings
- Namale Fiji
- Anthony Robbins & Associates, Inc.
- IdeaSphere, Inc.
- Twinlab Corporation, Inc.
- Rebus Publishing, Inc.
- EOS International, Inc.
- Robbins-Madanes Center for Strategic Intervention

Podjetja imajo cilj izboljševati kvaliteto človekovega življenja v poslovnem in zasebnem svetu. Skrbijo za organizacijo izobraževanj, seminarjev, izdajanje in trženje knjig, avdio in video posnetkov, prehrambnih dodatkov.
Leta 1991 je Robbins ustanovil neprofitno fundacijo The Anthony Robbins Fundation, ki pomaga brezdomcem, zapostavljenim otrokom, ostarelim in zapornikom.